# Totocuautla
Totocuautla är en ort i Mexiko.   Den ligger i kommunen Cuautempan och delstaten Puebla, i den sydöstra delen av landet, 150 km öster om huvudstaden Mexico City. Totocuautla ligger 1 486 meter över havet och antalet invånare är 236.
Terrängen runt Totocuautla är bergig åt sydost, men åt nordväst är den kuperad. Runt Totocuautla är det ganska tätbefolkat, med 70 invånare per kvadratkilometer. Närmaste större samhälle är Zacatlán, 19,5 km väster om Totocuautla. I omgivningarna runt Totocuautla växer i huvudsak blandskog.